# Paral·lel 34° nord
El paral·lel 34° nord és una línia de latitud que es troba a 34 graus nord de la línia equatorial terrestre. Travessa Àfrica, Àsia, l'Oceà Pacífic, Amèrica del Nord l'oceà Atlàntic.

## Geografia
En el sistema geodèsic WGS84, al nivell de 34° de latitud nord, un grau de longitud equival a 92,385 km; la longitud total del paral·lel és de 33.259 km, que és aproximadament 83,0% de la de l'equador, del que es troba a 3.764 km i a 6.238 km del pol Nord
Com tots els altres paral·lels a part de l'equador, el paral·lel 34° nord no és un cercle màxim i no és la distància més curta entre dos punts, fins i tot si es troben al mateix latitud. Per exemple, seguint el paral·lel, la distància recorreguda entre dos punts de longitud oposada és 16.629 km; després d'un cercle màxim (que passa pel Pol Nord), només és 12.476 km.

## Durada del dia
En aquesta latitud, el sol és visible durant 14 hores i 25 minuts a l'estiu, i 9 hores i 53 minuts en solstici d'hivern.

## Arreu del món
Començant al meridià de Greenwich i dirigint-se cap a l'est, el paral·lel 34º passa per:
| Coordenades                               | País, territori o mar        | Notes |
| ----------------------------------------- | ---------------------------- | --- |
| 34° 0′ N, 0° 0′ E / 34.000°N,0.000°E      | Algèria                      | |
| 34° 0′ N, 7° 33′ E / 34.000°N,7.550°E     | Tunísia                      | |
| 34° 0′ N, 10° 3′ E / 34.000°N,10.050°E    | Mar Mediterrània             | Passa just al nord de Beirut, Líban |
| 34° 0′ N, 35° 39′ E / 34.000°N,35.650°E   | Líban                        | |
| 34° 0′ N, 36° 22′ E / 34.000°N,36.367°E   | Síria                        | |
| 34° 0′ N, 40° 6′ E / 34.000°N,40.100°E    | Iraq                         | |
| 34° 0′ N, 45° 27′ E / 34.000°N,45.450°E   | Iran                         | |
| 34° 0′ N, 60° 30′ E / 34.000°N,60.500°E   | Afganistan                   | |
| 34° 0′ N, 69° 54′ E / 34.000°N,69.900°E   | Pakistan                     | Àrees Tribals Administrades Federalment (Pakistan) |
| 34° 0′ N, 70° 10′ E / 34.000°N,70.167°E   | Afganistan                   | |
| 34° 0′ N, 70° 55′ E / 34.000°N,70.917°E   | Pakistan                     | Àrees Tribals Administrades Federalment (Pakistan) · Khyber Pakhtunkhwa - Passa a través de Peshawar · Punjab - per uns 8 km · Khyber Pakhtunkhwa · Punjab - per uns 3 km · Azad Kashmir - reclamat per Índia                               |
| 34° 0′ N, 74° 15′ E / 34.000°N,74.250°E   | Índia                        | Jammu i Caixmir - reclamat per Pakistan |
| 34° 0′ N, 78° 45′ E / 34.000°N,78.750°E   | Aksai Chin                   | Disputat entre Índia i República Popular de la Xina |
| 34° 0′ N, 78° 54′ E / 34.000°N,78.900°E   | República Popular de la Xina | Tibet Qinghai Sichuan − per uns 4 km Qinghai Gansu Sichuan Gansu Shaanxi Henan Anhui Henan Anhui Jiangsu − per uns 5 km Anhui − per uns 4 km Jiangsu                                                                                        |
| 34° 0′ N, 120° 23′ E / 34.000°N,120.383°E | Mar de la Xina Oriental      | Passa per nombroses illes de Corea del Sud |
| 34° 0′ N, 127° 19′ E / 34.000°N,127.317°E | Corea del Sud                | Illes Port Hamilton |
| 34° 0′ N, 127° 20′ E / 34.000°N,127.333°E | Estret de Corea              | Passa just al sud de Tsushima (illa), Japó |
| 34° 0′ N, 130° 55′ E / 34.000°N,130.917°E | Japó                         | Illa de Honshū: — Prefectura de Yamaguchi Illa de Shikoku: — Prefectura d'Ehime — Prefectura de Tokushima Illa de Honshū: — Prefectura de Wakayama — Prefectura de Nara — Prefectura de Mie                                                 |
| 34° 0′ N, 136° 16′ E / 34.000°N,136.267°E | Oceà Pacífic                 | Passa entre les illes de Miyakejima i Mikurajima, Japó · Passa just al sud d'illa San Miguel, Califòrnia, Estats Units |
| 34° 0′ N, 120° 14′ O / 34.000°N,120.233°O | Estats Units                 | Califòrnia – Illa Santa Rosa i illa Santa Cruz |
| 34° 0′ N, 119° 33′ O / 34.000°N,119.550°O | Oceà Pacífic                 | Passa just al sud de l'illa Anacapa, Califòrnia, Estats Units |
| 34° 0′ N, 118° 29′ O / 34.000°N,118.483°O | Estats Units                 | Califòrnia - Passa a través de Los Angeles Arizona Nou Mèxic Texas Oklahoma - Passa a través de Durant i Hugo Arkansas Mississipi Alabama Geòrgia - Passa a través d'Athens Carolina del Sud - Passa a través de Columbia Carolina del Nord |
| 34° 0′ N, 77° 54′ O / 34.000°N,77.900°O   | Oceà Atlàntic                | |
| 34° 0′ N, 6° 53′ O / 34.000°N,6.883°O     | Marroc                       | Passa a través de Rabat |
| 34° 0′ N, 1° 40′ O / 34.000°N,1.667°O     | Algèria                      | |